# Željko Sopić
Željko Sopić (ur. 26 lipca 1974 w Zagrzebiu) – chorwacki piłkarz grający na pozycji pomocnika i trener piłkarski. Od 2025 trener Widzewa Łódź.

## Sukcesy trenerskie
- Wicemistrzostwo Chorwacji z HNK Rijeka (1x) – 2023/2024
- Finał Pucharu Chorwacji z HNK Rijeka (1x) – 2023/2024[3]

## Życie prywatne
Jego synem jest piłkarz – Leon Sopić.